# 维亚格兰德
维亚格兰德（義大利語：Viagrande），是意大利西西里大区卡塔尼亞廣域市的一个市镇。总面积10.05平方公里，人口7946人，人口密度790.6人/平方公里（2009年）。ISTAT代码为087053。